# 向阳街道 (扎兰屯市)
向阳街道，是中华人民共和国内蒙古自治区呼伦贝尔市扎兰屯市下辖的一个乡镇级行政单位。

## 行政区划
向阳街道下辖以下地区：
东方红社区、金星社区、纸浆社区、星光社区和向阳村。